# Neuweltammern
Die Neuweltammern (Passerellidae) sind eine Familie aus der Ordnung Sperlingsvögel. Sie gehörten längere Zeit zur Familie der Ammern (Emberizidae), werden jedoch seit Mitte der 2010er Jahre aufgrund phylogenetischer Unterschiede als eigenständige Familie aufgefasst. Die Familie umfasst 30 Gattungen mit 136 Arten, die in Nord-, Mittel- und Südamerika sowie in der Karibik verbreitet sind.

## Merkmale
Die Neuweltammern gehören zu den Singvögeln mit neun sichtbaren Handschwingenfedern. Die Gefiederfärbung wird von braunen, weißen, olivfarbenen, schwarzen und gelben Anteilen dominiert. Die Körperlänge variiert von Norden nach Süden. Während in Nordamerika die kleineren Arten vorkommen, sind die größten Arten in Mittel- und Südamerika verbreitet. Auch die Gefiederfärbung unterscheidet sich im nördlichen und südlichen Verbreitungsgebiet. Im Norden sind die Vögel eher bräunlich, gestrichelt und haben Kopfmuster. In südlichen Breitengraden, wo sie das dichte Unterholz bewohnen, sind sie weniger gestrichelt. Bei ihnen kontrastieren größere olivfarbene, rötlichbraune, schwarze und graue Bereiche. Einige Arten sind breit gemustert, aber die meisten sind ziemlich dunkel. Die mittellangen Flügel sind gerundet. Der Schwanz ist kurz bis mittellang. Der Körper ist klein bis mittellang, zylindrisch eiförmig und kompakt. Der konische Schnabel ist meist kurz. Der Kopf ist mittelgroß bis groß. Der Hals ist dick bis mittellang. Die Beine sind mittellang. Die Füße sind mittellang bis lang. Die Geschlechter sehen allgemein gleich aus.

## Lebensraum
Neuweltammern bewohnen die vielfältigsten Habitate, darunter Torfmoore, die Tundra, tropische Tiefland- und Bergregenwälder, Sumpfgebiete, Grasland, Buschland sowie Savannen.

## Nahrungsverhalten
Die Neuweltammern in den gemäßigten Zonen ernähren sich von einer Vielfalt von Wirbellosen, Früchten und Samen. Letzteres dominiert die Nahrungsaufnahme besonders außerhalb der Brutsaison. Das Mengenverhältnis zwischen pflanzlicher und tierischer Kost variiert von Art zu Art. Über die Nahrungspräferenzen der tropischen Arten sind nur wenige Daten vorhanden, sie dürften sich jedoch kaum von den Arten aus den gemäßigten Zonen unterscheiden.

## Fortpflanzungsverhalten
Die Neuweltammern sind im Allgemeinen monogam. Bei einigen Arten aus Sumpfgebieten kann es jedoch auch zu häufigen Partnerwechseln kommen. Beide Eltern kümmern sich um die Jungenaufzucht. Das offene, napfförmige Nest wird aus Gras, Zweigen und anderem Material errichtet. Die Nester werden in Bäumen, Sträuchern oder auf dem Boden platziert. Einige Arten, darunter die Kiefernammer (Peucaea aestivalis) und die Taxa der Gattung Arremon, errichten kuppelförmige Nester. Die Weibchen legen gewöhnlich ein bis sieben Eier. Bei den meisten Neuweltammern kümmert sich allein das Weibchen um den Nestbau und die Bebrütung der Eier. Beide Eltern kümmern sich um die Nahrungsbeschaffung und die Nestverteidigung gegenüber Beutegreifern oder Rivalen. Die Brutzeit beträgt 12 bis 15 Tage und die Nestlingsperiode ungefähr sieben bis 15 Tage. Nachdem die Jungen flügge sind, bleiben sie noch ungefähr einen Monat bei den Eltern.

## Systematik

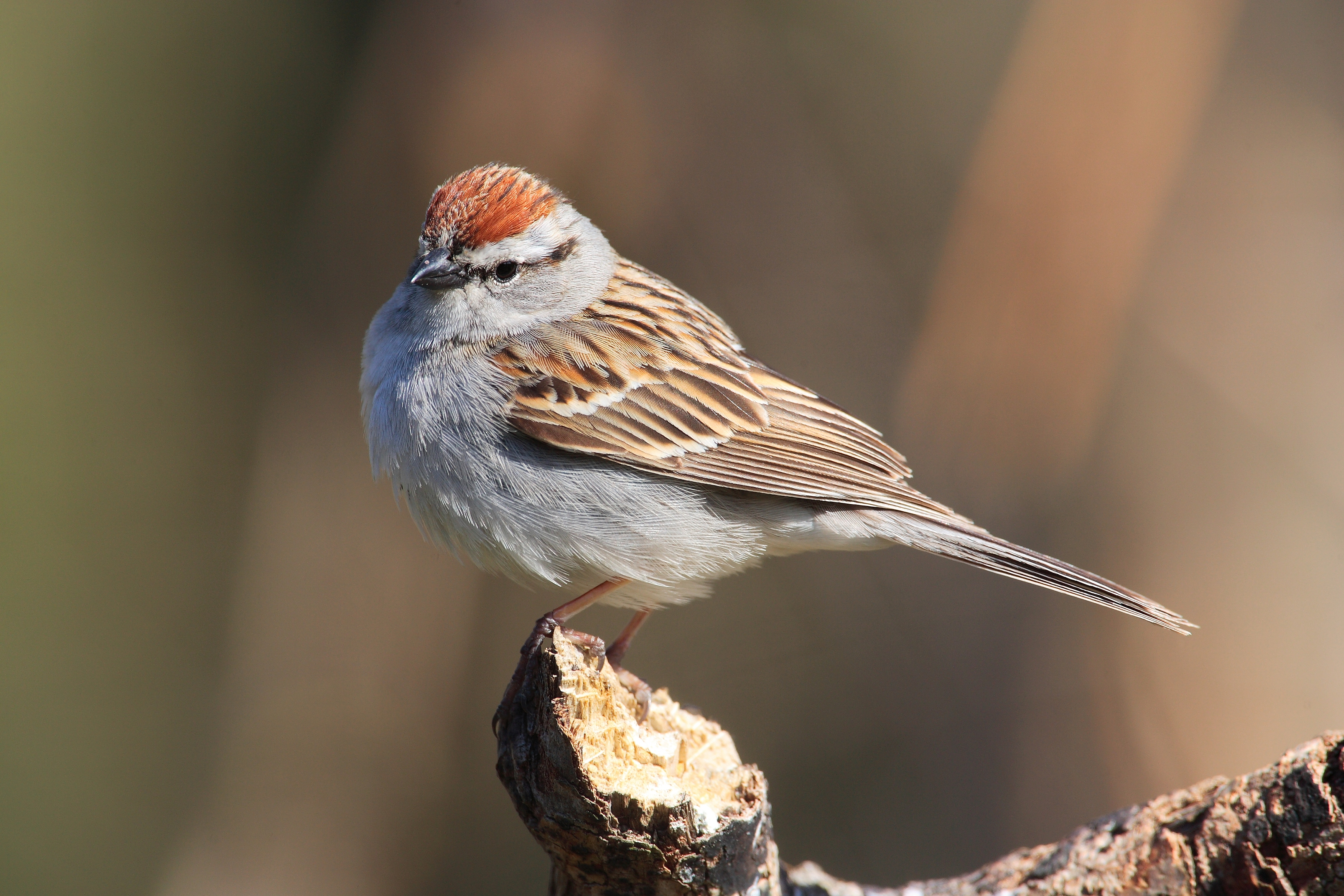
Schwirrammer (Spizella passerina)

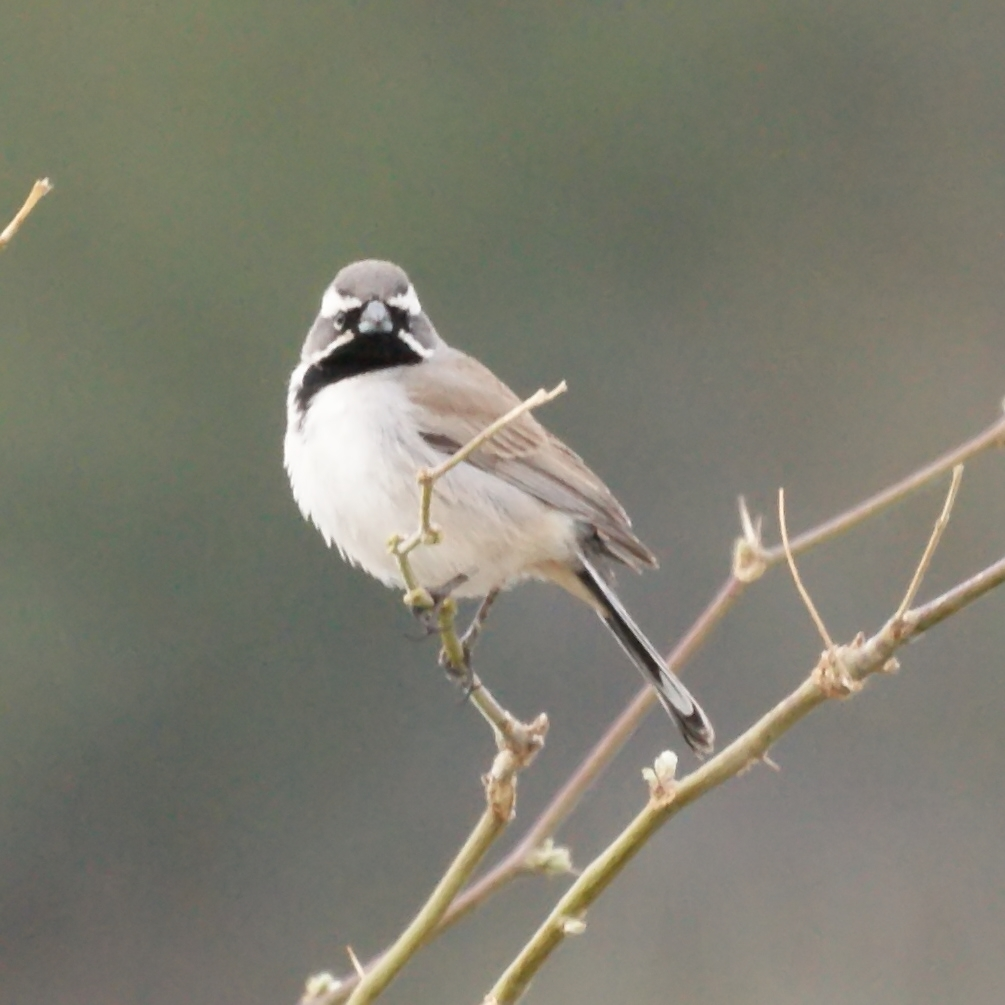
Schwarzkehlammer (Amphispiza bilineata)

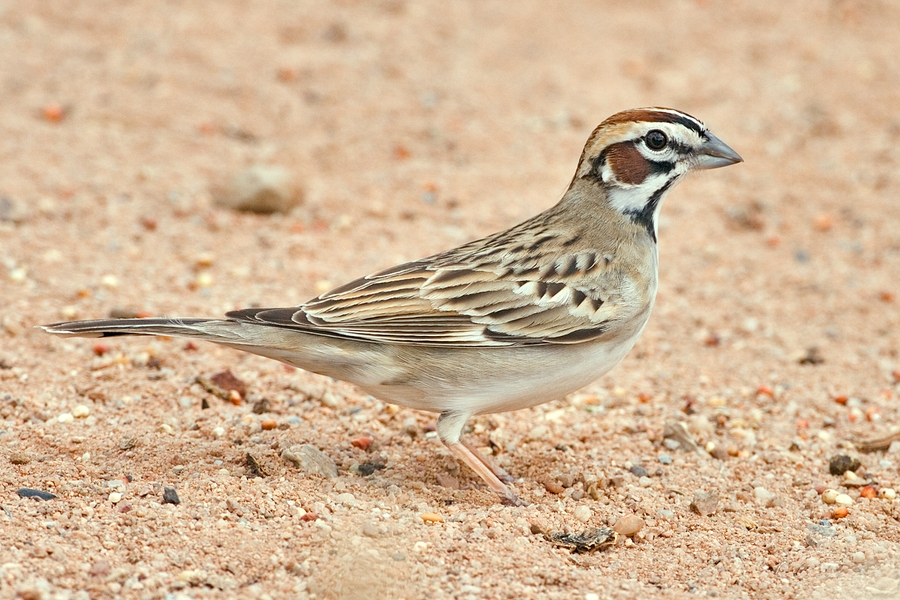
Rainammer (Chondestes grammicus)

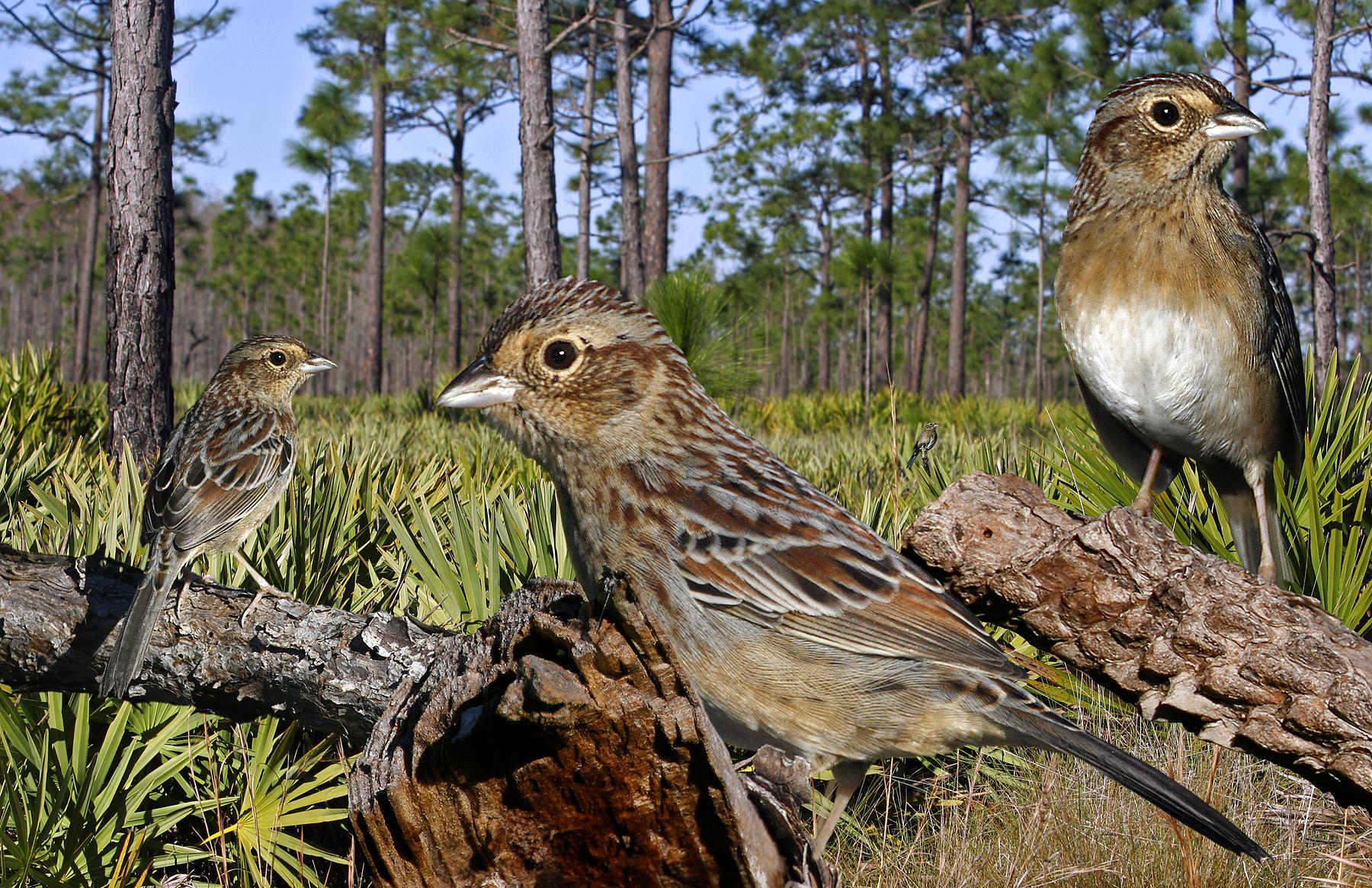
Kiefernammer (Peucaea aestivalis)

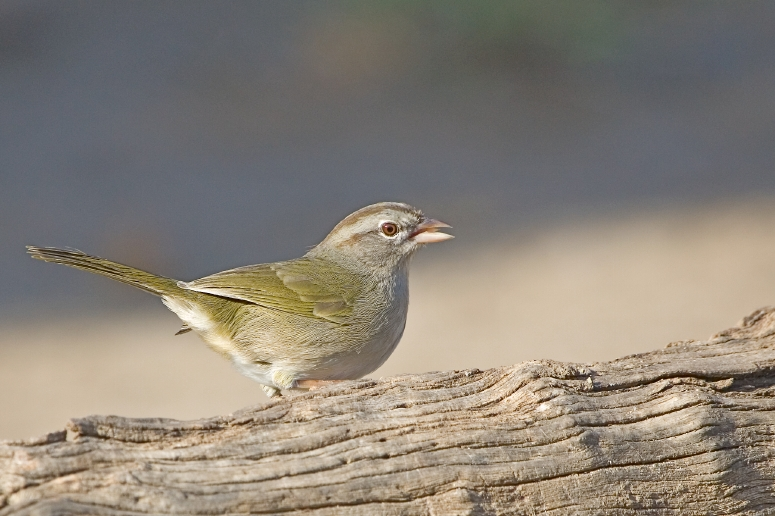
Olivrückenammer (Arremonops rufivirgatus)

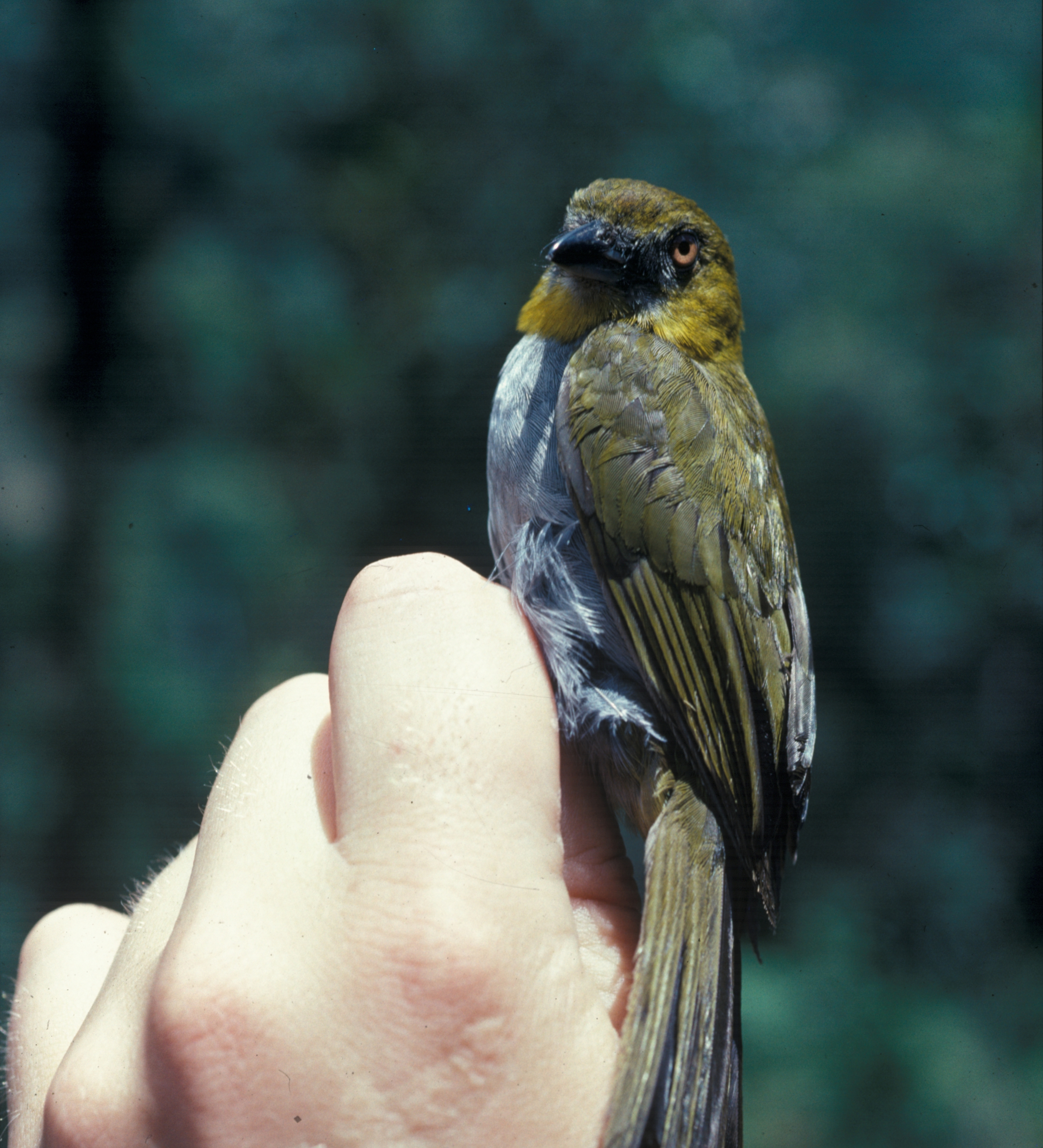
Gelbkehl-Grünammer (Chlorospingus flavigularis)

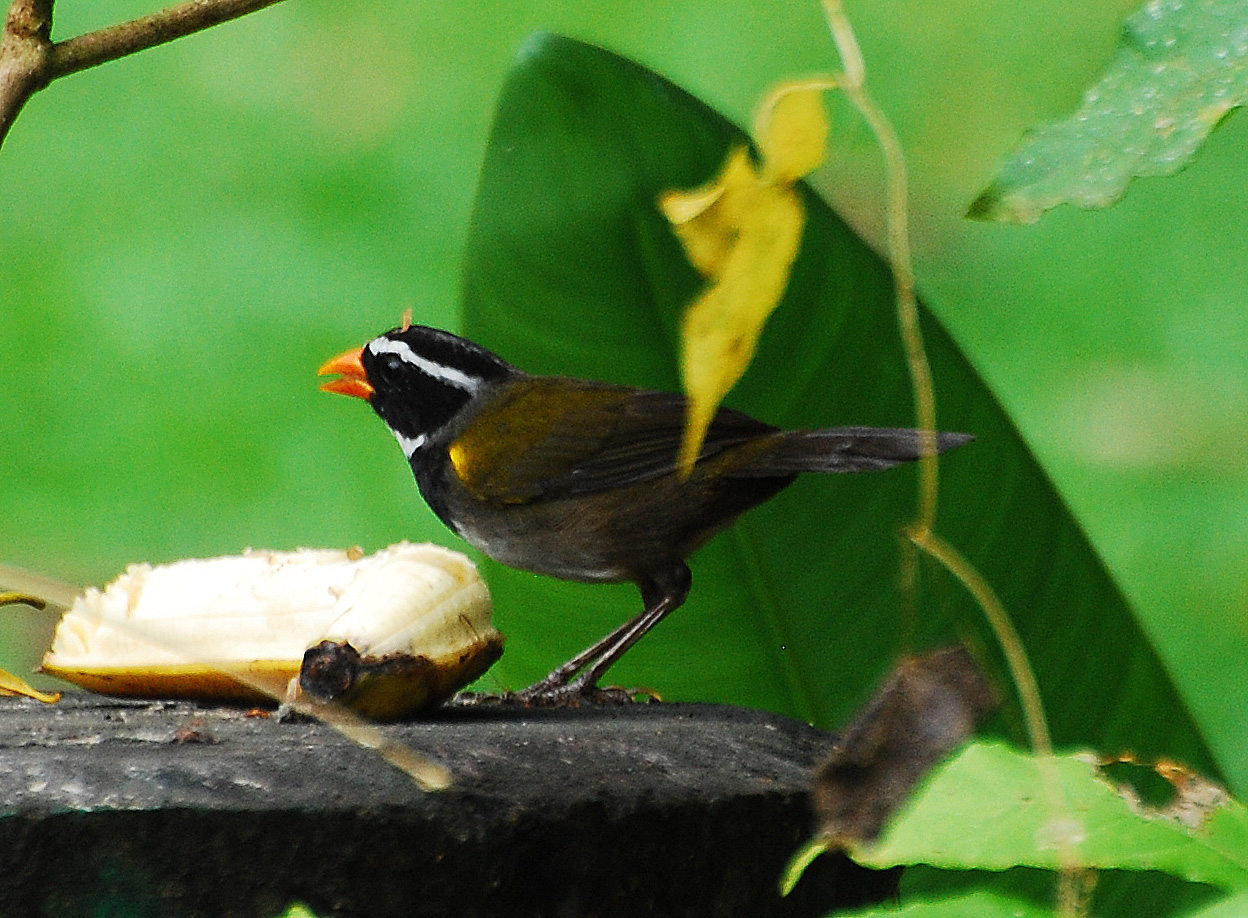
Goldschnabel-Buschammer (Arremon aurantiirostris)

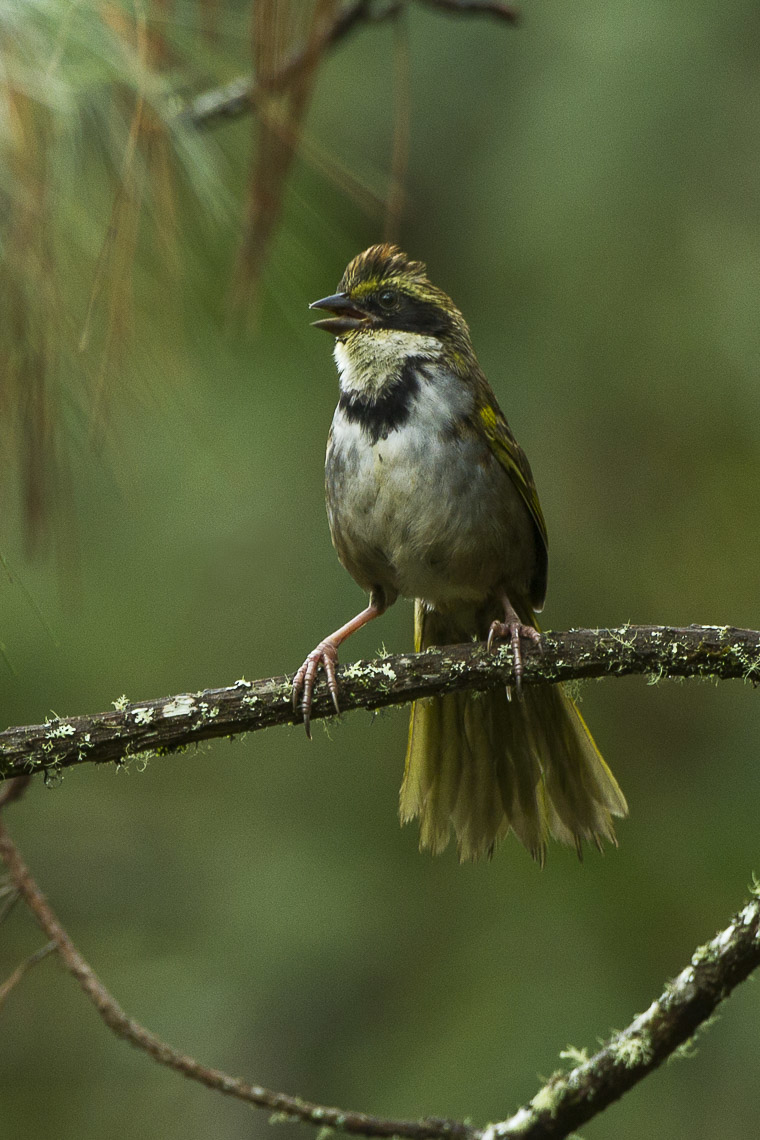
Halsband-Grundammer (Pipilo ocai)

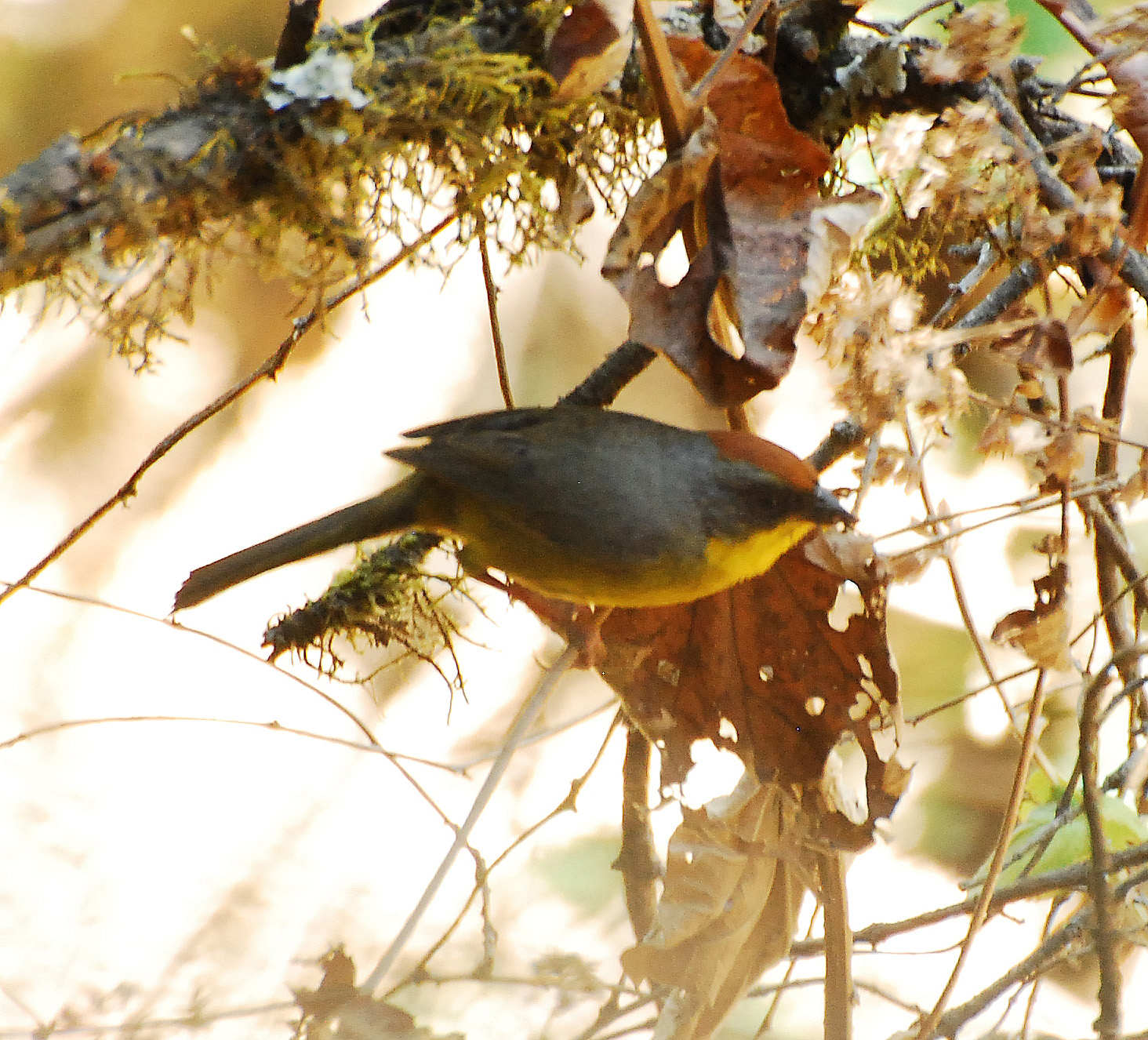
Rotkappen-Buschammer (Atlapetes pileatus)

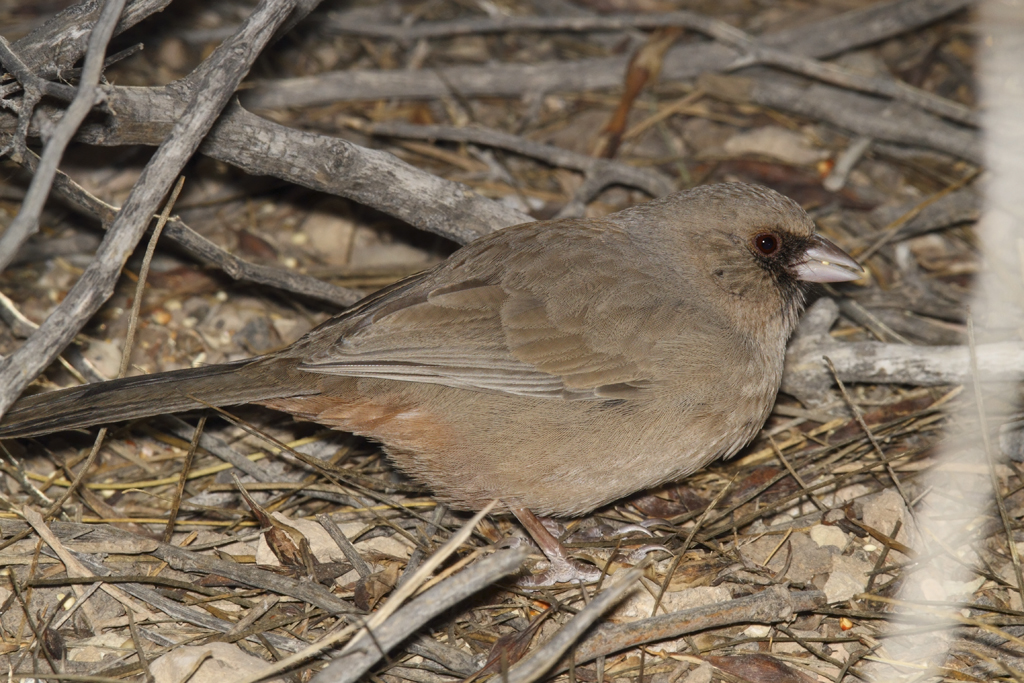
Schwarzkinn-Grundammer (Melozone aberti)

1851 führte Jean Louis Cabanis die Unterfamilie Passerellinae ein. Sie galt als Teil der Familie der Finken (Fringillidae) und erhielt den Trivialnamen Ammerfinken. Zur Unterfamilie Passerellinae gehörten die Gattungen Passerculus, Passerella (mit der namensgebenden Typusart Passerella iliaca SWAINSON 1837), Zonotrichia, Ammodramus, Peucaea, Haemophila (gegenwärtiges Synonym: Aimophila), Coturniculus (gegenwärtiges Synonym: Ammodramus), Euspina (gegenwärtiges Synonym: Spiza aus der Familie der Kardinäle), Spinites (gegenwärtiges Synonym: Spizella), Niphaea (gegenwärtiges Synonym: Junco), Phrygilus (gehört gegenwärtig zur Familie der Tangaren), Rhopospina (gehört gegenwärtig zur Familie der Tangaren) und Hedyglossa (gegenwärtiges Synonym Diuca aus der Familie der Tangaren). In derselben Publikation wurden einige Gattungen, die gegenwärtig der Familie Passerellidae zugeordnet werden, in die Unterfamilie Pitylinae (Ruderfinken) eingegliedert. Hierzu gehören die Gattungen Chlorospingus, Pipilo, Atlapetes, Arremon und Buarremon (gegenwärtig ein Synonym für Arremon).
Traditionell galten die Neuweltammern als Teil der Familie Emberizidae (gegenwärtig Altweltammern) sensu lato. Mehrere phylogenetische Studien kamen jedoch zu dem Ergebnis, dass beide Gruppen unterschiedliche Kladen bilden, wobei als nächste Verwandte der Neuweltammern die Familien der Waldsänger (Parulidae) und der Stärlinge (Icteridae) sowie kleinere Familien, die in der Karibik endemisch sind, betrachtet werden. Die Neuweltammern werden in acht Kladen eingeteilt: Klade I umfasst die Gattung Melospiza, die Kladen II bis III die Gattungen Melozone, Atlapetes und Pipilo und die Kladen IV bis VIII die Gattungen Zonotrichia und Junco. Alle andere Arten, die sich an der Wurzel des Stammbaumes verzweigen, das heißt eine Polytomie bilden, gehören zu den Gattungen Arremon, Spizella, Amphispiza, Chondestes, Calamospiza, Peucaea, Arremonops, Ammodramus und Rhynchospiza. Die beiden Gattungen Oreothraupis und Chlorospingus, die ursprünglich zu den Tangaren gehörten, zählen gegenwärtig ebenfalls zu den Neuweltammern.
Von den ornithologischen Checklistenkomitees werden die Neuweltammern zunehmend als eigenständige Familie akzeptiert, darunter von Dickinson & Christides (The Howard and Moore Complete Checklist of the Birds of the World, Vol. 4, Passerines, 2014), Winkler et al. (Bird Families of the World, 2015), dem Handbook of the Birds of the World (del Hoyo et al., inklusive Birdlife International und der IUCN, 2016), der American Ornithological Society (ehemals American Ornithologists’ Union, 2017), dem International Ornithological Congress (2017) und ebird/Clements (2017).
Das Handbook of the Birds of the World (2017) unterscheidet folgende Gattungen und Arten:
- Spizella (6 Arten)
  - Schwirrammer (Spizella passerina)
  - Fahlammer (Spizella pallida)
  - Schwarzkinnammer (Spizella atrogularis)
  - Klapperammer (Spizella pusilla)
  - Blassammer (Spizella breweri)
  - Mexikoammer (Spizella wortheni)

- Amphispiza (2 Arten)
  - Schwarzkehlammer (Amphispiza bilineata)
  - Fünfstreifenammer (Amphispiza quinquestriata)

- Chondestes (1 Art)
  - Rainammer (Chondestes grammicus)

- Calamospiza (1 Art)
  - Prärieammer (Calamospiza melanocorys)

- Rhynchospiza (2 Arten)
  - Tumbesammer (Rhynchospiza stolzmanni)
  - Streifenscheitelammer (Rhynchospiza strigiceps)

- Peucaea (8 Arten)
  - Zimtschwanzammer (Peucaea sumichrasti)
  - Rostflügelammer (Peucaea carpalis)
  - Rotschwanzammer (Peucaea ruficauda)
  - Schwarzbrustammer (Peucaea humeralis)
  - Zügelammer (Peucaea mystacalis)
  - Streifenrückenammer (Peucaea botterii)
  - Cassinammer (Peucaea cassinii)
  - Kiefernammer (Peucaea aestivalis)

- Arremonops (4 Arten)
  - Olivrückenammer (Arremonops rufivirgatus)
  - Grünrückenammer (Arremonops chloronotus)
  - Tocuyoammer (Arremonops tocuyensis)
  - Dickichtammer (Arremonops conirostris)

- Ammodramus (3 Arten)
  - Heuschreckenammer (Ammodramus savannarum)
  - Wachtelammer (Ammodramus humeralis)
  - Gelbwangenammer (Ammodramus aurifrons)

- Oreothraupis (1 Art)
  - Tangarenbuschammer (Oreothraupis arremonops)

- Grünammern (Chlorospingus) (9 Arten)
  - Finkengrünammer (Chlorospingus flavopectus)
  - Tacarcuna-Grünammer (Chlorospingus tacarcunae)
  - Schwarzwangen-Grünammer (Chlorospingus inornatus)
  - Graubrust-Grünammer (Chlorospingus semifuscus)
  - Weißbrauen-Grünammer (Chlorospingus pileatus)
  - Kurzschnabel-Grünammer (Chlorospingus parvirostris)
  - Orangekehl-Grünammer (Chlorospingus hypophaeus)
  - Gelbkehl-Grünammer (Chlorospingus flavigularis)
  - Graukehl-Grünammer (Chlorospingus canigularis)

- Ruderammern (Arremon) (Buarremon ist ein Synonym) (21 Arten)
  - Dickschnabel-Buschammer (Arremon crassirostris)
  - Olivbuschammer (Arremon castaneiceps)
  - Braunkopf-Buschammer (Arremon brunneinucha) (Die 2013 beschriebene Form Arremon kuehnerii wird vom HBW als Synonym von Arremon brunneinucha angesehen)
  - Grünscheitel-Buschammer (Arremon virenticeps)
  - Grauband-Buschammer (Arremon costaricensis)
  - Schmalschnabel-Buschammer (Arremon assimilis)
  - Brustfleck-Buschammer (Arremon basilicus)
  - Perijábuschammer (Arremon perijanus)
  - Streifenkopf-Buschammer (Arremon torquatus)
  - Schwarzkopf-Buschammer (Arremon atricapillus)
  - Caracasbuschammer (Arremon phaeopleurus)
  - Berlepschbuschammer (Arremon phygas)
  - Gelbschnabel-Buschammer (Arremon flavirostris)
  - Halbring-Buschammer (Arremon axillaris)
  - Schwarzring-Buschammer (Arremon taciturnus)
  - Halsband-Buschammer (Arremon semitorquatus)
  - Franziskusbuschammer (Arremon franciscanus)
  - Kapuzenbuschammer (Arremon abeillei)
  - Marañón-Buschammer (Arremon nigriceps)
  - Goldschnabel-Buschammer (Arremon aurantiirostris)
  - Goldflügel-Buschammer (Arremon schlegeli)

- Grundammern (Pipilo) (Pipilio ist ein Synonym) (5 rezente Arten und eine neuzeitlich ausgestorbene Art)
  - Halsband-Grundammer (Pipilo ocai)
  - Grünschwanz-Grundammer (Pipilo chlorurus)
  - Fleckengrundammer (Pipilo maculatus)
  - Socorrogrundammer (Pipilo socorroensis)
  - Rötelgrundammer (Pipilo erythrophthalmus)
  - Bermudagrundammer (Pipilo naufragus) †

- Pselliophorus (2 Arten)
  - Gelbschenkel-Buschammer (Pselliophorus tibialis)
  - Anthrazitbuschammer (Pselliophorus luteoviridis)

- Buschammern (Atlapetes) (33 Arten)
  - Rotkappen-Buschammer (Atlapetes pileatus)
  - Méridabuschammer (Atlapetes meridae)
  - Weißbart-Buschammer (Atlapetes albofrenatus)
  - Ockerbrust-Buschammer (Atlapetes semirufus)
  - Tepuibuschammer (Atlapetes personatus)
  - Weißnacken-Buschammer (Atlapetes albinucha)
  - Grauohr-Buschammer (Atlapetes melanocephalus)
  - Zimtstirn-Buschammer (Atlapetes pallidinucha)
  - Goldkopf-Buschammer (Atlapetes flaviceps)
  - Rußkopf-Buschammer (Atlapetes fuscoolivaceus)
  - Goldscheitelbuschammer (Atlapetes crassus)
  - Dreifarben-Buschammer (Atlapetes tricolor)
  - Brillenbuschammer (Atlapetes leucopis)
  - Schwarzstirn-Buschammer (Atlapetes nigrifrons)
  - Gelbbrust-Buschammer (Atlapetes latinuchus)
  - Antioquia-Buschammer (Atlapetes blancae)
  - Rotohr-Buschammer (Atlapetes rufigenis)
  - Forbesbuschammer (Atlapetes forbesi)
  - Schwarzbrillen-Buschammer (Atlapetes melanopsis)
  - Graubrust-Buschammer (Atlapetes schistaceus)
  - Taczanowskibuschammer (Atlapetes taczanowskii)
  - Spiegelbuschammer (Atlapetes leucopterus)
  - Weißkronen-Buschammer (Atlapetes paynteri)
  - Weißkopf-Buschammer (Atlapetes albiceps)
  - Blasskopf-Buschammer (Atlapetes pallidiceps)
  - Rotscheitel-Buschammer (Atlapetes seebohmi)
  - Rostbauch-Buschammer (Atlapetes nationi)
  - Schieferbuschammer (Atlapetes canigenis)
  - Vilcabambabuschammer (Atlapetes terborghi)
  - Schwarzgesicht-Buschammer (Atlapetes melanolaemus)
  - Rotnacken-Buschammer (Atlapetes rufinucha)
  - Braunbart-Buschammer (Atlapetes fulviceps)
  - Schwarzbart-Buschammer (Atlapetes citrinellus)

- Pezopetes (1 Art)
  - Großfuß-Buschammer (Pezopetes capitalis)

- Torreornis (1 Art)
  - Zapataammer (Torreornis inexpectata)

- Melozone (9 Arten) (Kieneria ist ein Synonym)
  - Rostnacken-Grundammer (Melozone kieneri)
  - Braunrücken-Grundammer (Melozone fusca)
  - Weißkehl-Grundammer (Melozone albicollis)
  - Kaliforniengrundammer (Melozone crissalis)
  - Schwarzkinn-Grundammer (Melozone aberti)
  - Brillengrundammer (Melozone biarcuata)
  - Rotohr-Grundammer (Melozone cabanisi)
  - Gelbnacken-Grundammer (Melozone occipitalis)
  - Weißohr-Grundammer (Melozone leucotis)

- Aimophila (3 Arten)
  - Rostrückenammer (Aimophila rufescens)
  - Rostscheitelammer (Aimophila ruficeps)
  - Oaxacaammer (Aimophila notosticta)

- Junkos (Junco) (5 Arten)
  - Vulkanammer (Junco vulcani)
  - Winterammer (Junco hyemalis)
  - Guadalupeammer (Junco insularis)
  - Rotrückenammer (Junco phaeonotus)
  - Braunflankenammer (Junco bairdi)

- Zonotrichia (5 Arten)
  - Morgenammer (Zonotrichia capensis)
  - Harris-Ammer (Zonotrichia querula)
  - Weißkehlammer (Zonotrichia albicollis)
  - Dachsammer (Zonotrichia leucophrys)
  - Kronenammer (Zonotrichia atricapilla)

- Passerella (4 Arten)
  - Fuchsammer (Passerella iliaca)
  - Aleutenammer (Passerella unalaschcensis)
  - Schieferammer (Passerella schistacea)
  - Dickschnabelammer (Passerella megarhyncha)

- Spizelloides (1 Art)[11]
  - Baumammer (Spizelloides arborea)

- Ammospiza (4 Arten)
  - Leconteammer (Ammospiza leconteii)
  - Strandammer (Ammospiza maritima) Strandammer (Ammospiza maritima)

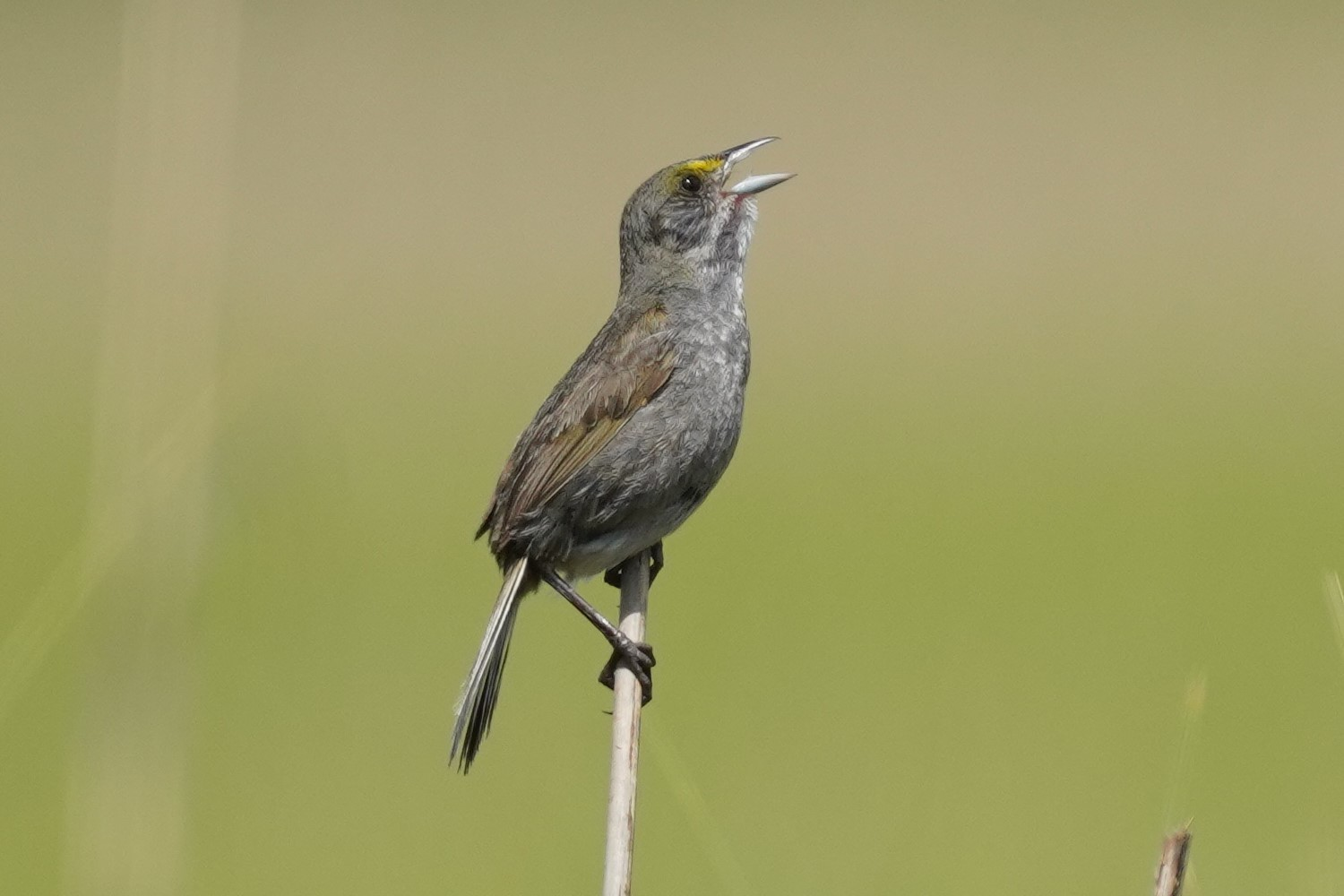
Strandammer (Ammospiza maritima)

  - Nelsonammer (Ammospiza nelsoni) Nelsonammer (Ammospiza nelsoni)

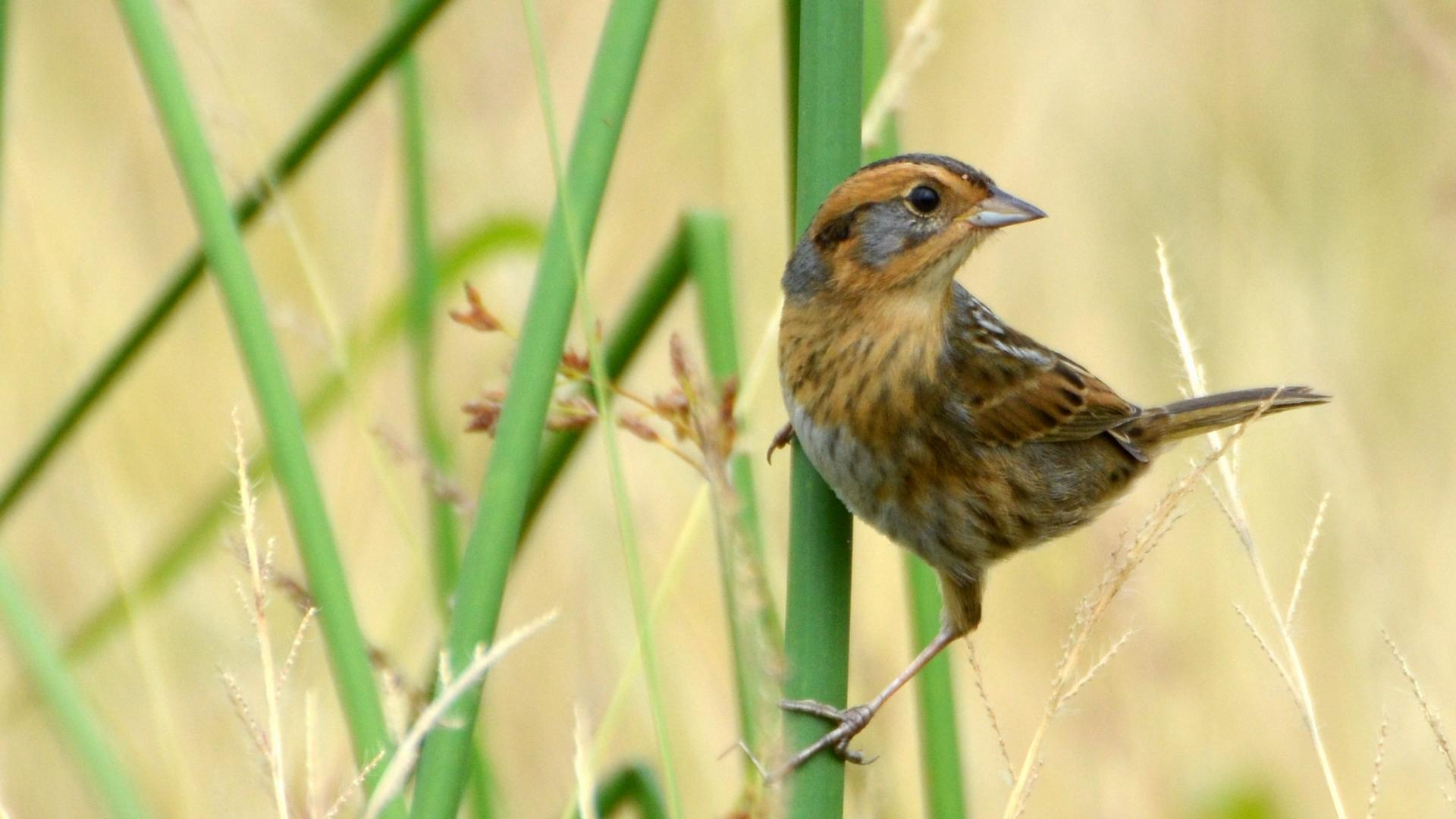
Nelsonammer (Ammospiza nelsoni)

  - Spitzschwanzammer (Ammospiza caudacuta)

- Artemisiospiza (2 Arten)
  - Beifußammer (Artemisiospiza nevadensis)
  - Salbeiammer (Artemisiospiza belli)

- Pooecetes (1 Art)
  - Abendammer (Pooecetes gramineus)

- Oriturus (1 Art)
  - Streifenammer (Oriturus superciliosus)

- Passerculus (6 Arten)
  - Grasammer (Passerculus sandwichensis)
  - Strichelbrustammer (Passerculus guttatus)
  - Benediktammer (Passerculus sanctorum)
  - Kalifornienammer (Passerculus rostratus)
  - Bairdammer (Passerculus bairdii)
  - Henslowammer (Passerculus henslowii)

- Xenospiza (1 Art)
  - Sierraammer (Xenospiza baileyi)

- Melospiza (3 Arten)
  - Singammer (Melospiza melodia)
  - Lincoln-Ammer (Melospiza lincolnii)
  - Sumpfammer (Melospiza georgiana)

## Status
Die IUCN listet eine Art (Pipilo naufragus) als ausgestorben (extinct), eine Art (Atlapetes blancae) als vom Aussterben bedroht (critically endangered), acht Arten als stark gefährdet (endangered), fünf Arten als gefährdet (vulnerable) und zwölf Arten auf der Vorwarnliste (near threatened). Die übrigen Arten sind nicht gefährdet. Ferner gelten vier Unterarten, die Santa-Barbara-Singammer (Melospiza melodia graminea), die Schwarze Strandammer (Ammospiza maritima nigrescens), die Guadalupe-Fleckengrundammer (Pipilo maculatus consobrinus) und die Todos-Santos-Rostscheitelammer (Aimophila ruficeps sanctorum), als ausgestorben. Als Hauptgefährdung gilt Lebensraumverlust.